# Hospital Religioso Judío en Varsovia

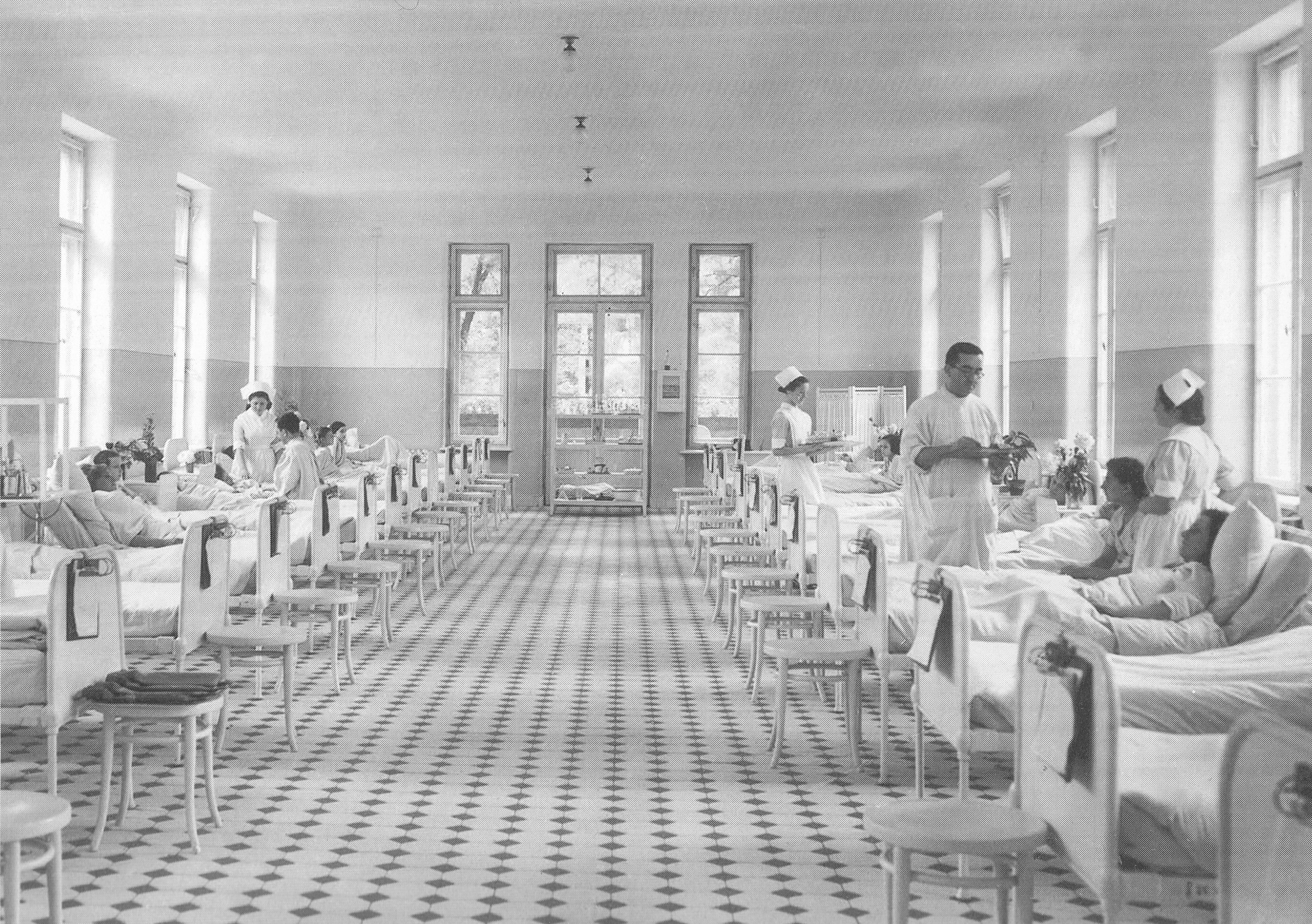
Hospital Religioso Judío en Varsovia

Szpital Starozakonnych en Varsovia (en español, Hospital Religioso Judío), Szpital Starozakonnych na Czystem (en español, Hospital Religioso Judío en Czyste): un centro médico judío que funcionó en los años 1902-1943 en Varsovia. Durante muchos años ha sido considerado uno de los mejores y más modernos hospitales de Polonia.
Todo el complejo hospitalario constaba de 8 pabellones hospitalarios separados con departamentos: cirugía, oftalmología y ginecología, de enfermedades de la piel y de infecciones de transmisión sexual, neumología, enfermedades de la garganta y del oído, de enfermedades infecciosas, de medicina interna, neurología, psiquiatría y departamento de maternidad con un laboratorio.
El hospital también incluía un edificio administrativo, una sinagoga, una casa mortuoria, cocinas, lavanderías, morgue, una sala de calderas, cocheras, establos, una cámara de desinfección, un almacén de alimentos, una casa para sirvientes, un refugio para convalecientes y otros edificios más pequeños. En total, había 17 edificios con diferentes propósitos.

## Historia

### Construcción y apertura
La idea de construir un nuevo hospital judío nació en los años 80 del siglo XIX, entre los médicos del Stary Szpital Starozakonnych, dirigido por el doctor Józef Kinderfreund.
El 25 de junio de 1883, el Dr. Zygmunt Kramsztyk publicó en el Kurier Warszawski un artículo titulado Nowy Szpital (en español, El nuevo hospital), en el que presentó los supuestos y postulados de construcción. Obtuvo el apoyo de los médicos de Varsovia, de una amplia opinión pública y de la comunidad judía de Varsovia, con su presidente Ludwik Natanson.
En abril de 1887 fue creado el Comité de Construcción del Hospital, encabezado por Ludwik Natanson y después de su muerte por Michał Berson. El Comité fue dividido en secciones: general, médica, financiera, técnica y jurídica. En julio de 1887, tuvo lugar una reunión inaugural del comité y desde entonces se empezó a recaudar fondos para la construcción del hospital. Entre los donantes se encontraron habitantes importantes de la ciudad, intelectuales judíos y gente común.
El 26 de junio de 1890, en una reunión del comité, se resolvió que el hospital se construiría en el terreno de las propiedades Wielka Wola y Czyste, recompradas a los propietarios: Biernacki, Rodkiewicz y Pieńkowski. Toda la parcela tenía una superficie de 6,7 hectáreas. En abril de 1893, el plan fue aprobado por Warszawska Rada Miejska Dobroczynności Publicznej (en español, Consejo de la Ciudad de Varsovia para la Beneficencia Pública). 
En mayo de 1894 se inició solemnemente la construcción del hospital. En el fundamento de la futura sinagoga del hospital se colocó una piedra angular y una caja con pergamino, donde se escribió una breve historia de la construcción del hospital en polaco y hebreo, y con varias revistas de Varsovia. El autor del diseño del hospital fue Artur Goebel en cooperación con Czesław Domaniewski. Se inspiraba en los centros médicos más modernos de Europa Occidental.
En enero de 1898, se abrió el primer departamento: un pabellón para enfermos mentales, equipado con ropa de cama y vestimenta por el así llamado Comité de Damas, que en el futuro también se ocupó del suministro de otros departamentos. En diciembre de 1898, la junta de la comunidad judía escribió el empréstito obligacionista de 400 mil rublos para acelerar el proceso de obtención de fondos para el acabado y equipamiento de otros edificios.
En abril de 1902, los primeros pacientes fueron atendidos en el hospital. La inauguración solemne del hospital tuvo lugar el 22 de junio del mismo año y comenzó con un oficio en la sinagoga del hospital. Los discursos fueron pronunciados por Michał Berson, Presidente del Comité de Construcción, y el Dr. Zygmunt Kramsztyk, médico jefe del hospital. El costo de la construcción del hospital fue de más de 1.200.000 rublos.
En aquella época, el hospital era el centro médico más moderno de Varsovia. Por primera vez en Polonia, se utilizó aquí un sistema de calefacción central de vapor de baja presión, así como iluminación de gas y eléctrica, una unidad generadora de energía, sistemas de ventilación, alcantarillado y suministro de agua, además de su propio pozo en caso de avería.
El 1 de noviembre de 1907, en relación con la nueva ley, el hospital fue puesto bajo la administración del magistrado de la ciudad de Varsovia. En 1909-1911, se construyó un nuevo pabellón de dos plantas para las necesidades de los departamentos de enfermedades internas y neurología, y se inauguró un laboratorio de fisioterapia.

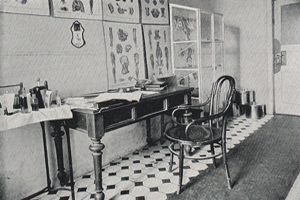
Sala de médicos en el Hospital Religioso Judío en Czyste, en torno al año 1900

### Período de entreguerras
En el período de entreguerras, en el pabellón psiquiátrico, cuyos pacientes fueron trasladados a Choroszcz, cerca de Białystok, se construyó una nueva ala y se abrió un departamento para pacientes con tuberculosis. También se estableció una famosa escuela de enfermería. A principios de 1922, se publicó el primer número del Kwartalnik Kliniczny Szpitala Starozakonnych (en español, Trimestre Clínico del Hospital Religioso Judío), en el que se publicaron los materiales de las reuniones científicas. En la segunda mitad de la década de 1930, Szpital Starozakonnych se convirtió en el mayor centro de tratamiento hospitalario de la capital. En 1937 disponía de 1100 camas. Antes del estallido de la Segunda Guerra Mundial, ya había aquí 1500 camas, y el hospital empleaba a 147 médicos, 119 enfermeras y 6 farmacéuticos. 

### El Instituto de Patología Dr. Flatau
La construcción del Instituto Patológico comenzó en 1923 según los planos del constructor Stifelman. El Instituto Patológico debía ser una institución que diera acceso a técnicas modernas, de reconocimiento y terapéuticas, y seguir el rápido desarrollo científico de la medicina de la época. Inicialmente, se recaudaron 6 mil dólares de JDC para la construcción del edificio y 28 mil dólares entre los judíos de Varsovia. Esto permitió construir el esqueleto del edificio en 1926. Incluiría un departamento de anatomía patológica, un departamento de biología y terapia, un departamento de química y bacteriología, un auditorio para 100 personas y una sala de lectura. Uno de los fundadores del Instituto Patológico fue Edward Flatau. El Instituto fue inaugurado en 1933, un año después de su muerte, y lleva el nombre del Instituto Patológico Dr. Flatau. En agosto de 1933, Nasz Przegląd Illustrowany publicó en su primera página una foto titulada “Przed otwarciem najważniejszej żydowskiej placówki naukowej w Warszawie” (en español, Antes de la apertura de la institución científica judía más importante de Varsovia), sin embargo, durante mucho tiempo la institución tuvo que enfrentarse con la falta de fondos.

### Segunda Guerra Mundial
Inmediatamente después del estallido de la Segunda Guerra Mundial, la mayoría del personal médico fue reclutado en el ejército, lo que provocó una escasez de personal en el hospital. Durante los ataques, el pabellón quirúrgico y todos los quirófanos fueron destruidos. Otros pabellones del hospital y la cocina también fueron destruidos. Al mismo tiempo, debido a su ubicación, el hospital se convirtió de nuevo en un puesto de avanzada. En el momento de la capitulación de Varsovia dentro había 5000 soldados y civiles heridos.
Por orden de las autoridades de ocupación alemanas, el hospital, que estaba bajo la responsabilidad del magistrado municipal, fue transferido bajo la dirección de la comunidad judía y, por lo tanto, estaba destinado exclusivamente a los judíos. Como resultado, todos los pacientes y el personal no judíos tuvieron que abandonar el hospital y cientos de judíos enfermos y heridos de otros hospitales fueron llevados a su lugar. El resultado fue un enorme repleto en el hospital. Los pacientes fueron colocados en pasillos, áticos y suelo.
A finales del otoño de 1939, debido al empeoramiento de las condiciones sanitarias, estalló una epidemia de fiebre tifoidea y el hospital estuvo completamente aislado durante seis semanas. En febrero de 1941, por decisión de las autoridades de ocupación alemanas, Szpital Starozakonnych fue trasladado a su nueva sede en el gueto de Varsovia y funcionó allí hasta 1943.
Desde septiembre de 1939 hasta febrero de 1941 fue el período más trágico de la historia del hospital. Hacía frío en los pabellones, había escasez de alimentos, medicinas y personal. De vez en cuando, no había suministro de electricidad, agua o gas. Durante todo el período había gran repleto.
Durante la existencia del gueto, un equipo de médicos judíos que trabajaban en el hospital realizó una investigación sobre el hambre, algunos de cuyos resultados fueron publicados en 1946 en el libro Choroba głodowa. Badania kliniczne nad głodem wykonane w getcie warszawskim z roku 1942 (en español, El hambre. Investigación clínica sobre el hambre llevada a cabo en el gueto de Varsovia en 1942).
El Hospital del Espíritu Santo y Szpital Skarbowców fueron trasladados a los pabellones abandonados del Hospital Religioso Judío. En junio de 1941, cuando estalló la Operación Barbarroja, ambos hospitales fueron desalojados y se estableció un hospital militar alemán.

### Período de posguerra
Después del fin de la guerra, el Hospital del Espíritu Santo fue trasladado de nuevo a los pabellones abandonados y más tarde renombrado el Hospital Municipal no 1. En los años 50, el Hospital Wolski, también fue trasladado aquí, y hasta hoy en día sigue teniendo su sede en el mismo lugar.

### Médicos asociados con el Hospital Puro
- Adam Wizel, asistente del Departamento de Neurología (desde 1890)
- Samuel Goldflam, médico voluntario en el Departamento de Neurología (1922-1932)
- Edward Flatau, jefe del Departamento de Neurología (desde 1904)
- Zygmunt Kramsztyk, médico jefe de 1898 a 1904, jefe del Departamento de Oftalmología (desde 1879)
- Teofil Simchowicz, médico voluntario (de 1904 a 1911) y asistente (desde 1911) en el Departamento de Neurología
- Julian Rotstadt, jefe del Departamento de Fisioterapia y Mecanoterapia, director del hospital en 1939.
- Maurycy Bornsztajn, jefe del Departamento de Psiquiatría (desde 1908)
- Orko Sołowiejczyk, médico asistente en el Departamento de Cirugía (desde 1898)
- Juliusz Mutermilch, jefe del Departamento de Oftalmología
- Gerszon Lewin, jefe del Departamento de Medicina Interna (desde 1918)
- Wilhelm Rubin, médico asistente
- Stanisław Klajn, jefe del Departamento de Medicina Interna
- Leon Lipszowicz, médico voluntario en el Departamento de Neurología
- Ignacy Sznajderman, médico asistente en el Departamento de Neurología
- Ludwik Eliasz Bregman, jefe del Departamento de Neurología
- Bronisław Berek Karbowski, jefe del Departamento de Otorrinolaringología (1933-1939)
- Władysław Sterling, médico jefe del Departamento de Neurología (después de 1932)
- Adam Zamenhof, jefe del Departamento de Oftalmología, director del hospital (desde 1939)
- Natan Mesz, jefe del Departamento de Radiología (desde 1918)
- Józef Stefan Szper, jefe del Departamento de Cirugía (desde 1934)
- Wiktor Arkin, médico del Departamento de Oftalmología (de 1923 a 1940)
- Stanisław Leopold Lubliner, laringólogo y neumólogo hasta 1937.[5]
- Kamilla Horwitz[6]